# Арліт
Арліт (фр. Arlit) — місто в регіоні Агадес республіки Нігер. Адміністративний центр однойменного департаменту. Адміністративно є міською комуною. Населення за даними на 2012 рік становить 128 807 осіб.
Знаходиться в пустелі Сахара, на західній околиці плато Аїр. У рік випадає в середньому близько 40 мм опадів. Розташоване за 200 км на північ від міста Агадес, за 800 км на північний схід від столиці країни, Ніамея, та за 170 км на південний схід від кордону з Алжиром. Основа економіки міста — видобуток урану відкритим способом з кар'єрів, розташованих недалеко від міста. Обслуговується аеропортом Арліт.

## Клімат
| Клімат Арліт            | Клімат Арліт | Клімат Арліт | Клімат Арліт | Клімат Арліт | Клімат Арліт | Клімат Арліт | Клімат Арліт | Клімат Арліт | Клімат Арліт | Клімат Арліт | Клімат Арліт | Клімат Арліт | Клімат Арліт |
| Показник                | Січ.         | Лют.         | Бер.         | Квіт.        | Трав.        | Черв.        | Лип.         | Серп.        | Вер.         | Жовт.        | Лист.        | Груд.        | Рік          |
| Середній максимум, °C   | 26,9         | 30,1         | 34,3         | 38,6         | 41,2         | 41,5         | 39,8         | 38,6         | 39,0         | 37,0         | 32,3         | 28,4         | 35,6         |
| Середня температура, °C | 18,8         | 21,7         | 25,9         | 30,5         | 33,4         | 34,2         | 32,8         | 31,9         | 31,8         | 29,3         | 24,2         | 20,5         | 27,9         |
| Середній мінімум, °C    | 10,8         | 13,3         | 17,5         | 22,4         | 25,7         | 27,0         | 25,9         | 25,3         | 24,6         | 21,6         | 16,1         | 12,7         | 20,2         |
| Норма опадів, мм        | 0            | 0            | 0            | 1            | 1            | 5            | 11           | 18           | 5            | 0            | 0            | 0            | 41           |
| ----------------------- | ------------ | ------------ | ------------ | ------------ | ------------ | ------------ | ------------ | ------------ | ------------ | ------------ | ------------ | ------------ | ------------ |

## Арлі в масовій культурі
У 2005 році бенінський режисер Ідрісса Моракпай зняв документальний фільм про Арлі: «Арлі:другий Париж».